# 1868 en philosophie
Chronologie de la philosophie
- 1864
- 1865
- 1866
- 1867
- 1868
- 1869
- 1870
- 1871
- 1872

L’année 1868 a été marquée, en philosophie, par les événements suivants :

## Événements
- Première utilisation du terme dystopia ou dystopians, attribuée à John Stuart Mill, dans un discours au parlement britannique[1] pour désigner la dystopie ou contre-utopie.

## Publications
- Über die beiden ersten Phasen des Spinozischen Pantheismus und das Verhältnis der zweiten zur dritten Phase de Richard Avenarius.
- Deux articles de Charles Sanders Peirce : « Some Consequences of Four Incapacities » dans Journal of Speculative Philosophy et « Comment se fixe la croyance » (en français) dans la Revue philosophique de la France et de l'étranger.
- Hegels Naturphilosophie und die Bearbeitung derselben durch Vera de Karl Rosenkranz.
- 3e édition revue et corrigée de Les Philosophes classiques du XIXe siècle en France d'Hippolyte Taine.

## Naissances
- 17 janvier : Louis Couturat, philosophe, logicien et mathématicien français, mort en 1914.
- 3 mars : Émile Chartier dit « Alain », philosophe français, mort en 1951.
- 21 mai : Xavier Léon, philosophe français, fondateur de la Revue de métaphysique et de morale et de la Société française de philosophie, mort en 1935.
- 28 mai : Harold Joachim, philosophe britannique idéaliste, mort en 1938.
- 11 août : Théodore Ruyssen, philosophe et militant pacifiste français, mort en 1967.
- 17 août : Edward Abramowski, philosophe socialiste libertaire polonais, mort en 1918.
- 6 septembre : Axel Hägerström, philosophe et juriste suédois, mort en 1939.

- Date non connue :
  - Liouba Axelrod, philosophe marxiste et femme politique russe, morte en 1946.

## Décès
- x